# Icenos
Los icenos o eceni (latín: iceni) fueron una tribu britana que habitaba un área de Inglaterra que correspondería más o menos a lo que hoy es el condado de Norfolk, entre los siglos I a. C. y el I d. C. Los cenimagnos que se rindieron a Julio César durante su segunda expedición a Britania en el año 54 a. C., pudieron ser una parte de la tribu icena.
Hay pruebas arqueológicas de su existencia, representadas por torques: pesados collares de oro, plata o "elektron", que estaban diseñados para ser llevados en torno al cuello y los hombros y que señalaban a quienes los portaban como pertenecientes a la nobleza.
Los icenos comenzaron a acuñar moneda hacia el año 10 a. C., creando una adaptación especial del diseño galo “cara/caballo”, pero en algunas monedas más tempranas, sobre todo de la zona cercana a Norwich, el caballo fue reemplazado por un verraco o jabalí. El primer nombre registrado que aparece en las monedas es el de un tal “Antedios” hacia 10 a. C., siguiéndole nombres abreviados como AESU y SAEMU.
La llamada carretera icena, un antiguo camino que une East Anglia con los Chilterns, fue denominada así en honor a este pueblo britano.

## Historia conocida de los icenos
Tácito registra que los icenos no fueron conquistados durante la invasión de Britania por las tropas del emperador Claudio en el año 43, debido a que firmaron una alianza voluntaria con Roma (vd. conquista romana de Britania). Sin embargo, en el año 47 se sublevaron contra el Imperio cuando el gobernador Publio Ostorio Escápula trató de desarmarlos; Ostorio inició acciones militares contra ellos y los venció en una dura batalla durante el asedio de uno de sus castros fortificados, pero siguieron manteniendo una independencia al menos nominal. El sitio de la batalla podría ser Stonea Camp en el condado de Cambridge.
Un segundo levantamiento, mucho más serio, tuvo lugar en torno al año 60 o 61, cuando murió el rey de los icenos Prasutagus, que había sido aliado de los romanos. No era práctica infrecuente para un rey-cliente de los romanos que al morir dejara en herencia el reino al Imperio, pero Prasutagus pensó en una fórmula alternativa para asegurar la independencia de su pueblo y legó su reino al emperador romano ex-aequo con sus dos hijas.

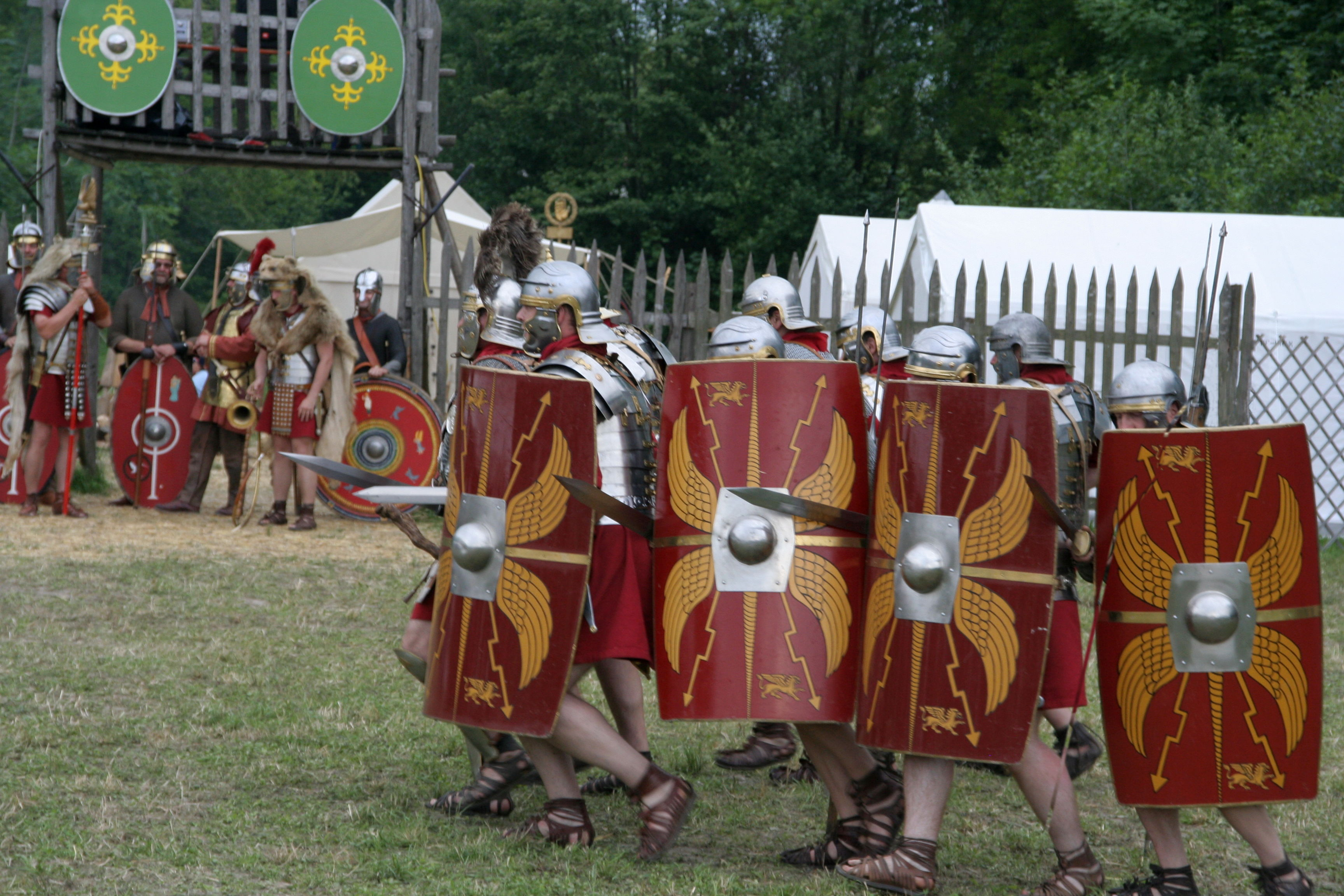
Avance de una legión romana en posición de ataque.

No obstante, los romanos ignoraron el testamento, y el procurador Cato Deciano se apropió de toda la herencia del rey fallecido. Como los icenos protestaran del abuso en la persona de su reina viuda Boudica, Deciano ordenó a sus tropas que sofocaran la protesta y éstas se sobrepasaron en el empleo de la fuerza, azotando a la reina y violando a sus hijas. Esta acción provocó un fuerte malestar entre la población, que fue aprovechado por Boudica para llamar a la rebelión a su tribu, y, posteriormente, atrayendo a la tribu de los trinovantes, vecina a ellos y que había visto cómo los romanos convertían su capital, Camuloduno, en una colonia de veteranos romanos.
Mientras el gobernador de Britania, Cayo Suetonio Paulino, se encontraba guerreando en el norte de Gales, los icenos y los trinovantes, dirigidos por Boudica, cayeron sucesivamente sobre las ciudades de Camuloduno, Londinium y Verulamio, que fueron incendiadas hasta los cimientos y donde asesinaron a la población que no pudo huir. Finalmente, Suetonio, que había regresado con parte de sus tropas, atrajo a la batalla a los icenos en un terreno favorable a los romanos, enfrentándose a ellos en la batalla de Watling Street, donde, pese a que la coalición icena-trinovante superaba a los romanos en una proporción de al menos 5 a 1, fueron derrotados gracias a las tácticas, mejor equipamiento y superior disciplina de los romanos. La derrota devino en una masacre en la que fallecieron, según relata Tácito en sus Anales, unos 80 000 britanos, hombres, mujeres y niños. El lugar de la batalla no se ha determinado con seguridad.
Los icenos están registrados como "civitas" de la Britania romana en la Cartografía de Claudio Ptolomeo que señala Venta Icenorum como una de sus ciudades. Venta, que también se encuentra mencionada en la Cosmografía de Rávena y en el Itinerario Antonino, fue un asentamiento que se puede localizar cerca de Caister St. Edmunds, a unos 7,5 km al sur de lo que hoy es Norwich y a unos 2 km de un asentamiento de la Edad del Bronce sito en Arminghall.